# Ole Wivel
Ole Wivel (ur. 29 września 1921 w Kopenhadze, zm. 30 maja 2004) – duński poeta i krytyk literacki, współzałożyciel grupy poetyckiej Heretica i jej organu prasowego.
W twórczości Wivela, inspirowanej poezją Rilkego, Eliota, czy Pounda, zaczął stopniowo nasilać się religijny mistycyzm (I fiskens tegn [Pod znakiem ryby] 1948, Nike 1958, Skobelsen [Stworzenie] 1981, Iris 1993, Skygger i sandet [Cienie na piasku] 1997).
Wivel tworzył także monografie: Karen Blixen (1987) oraz Anna Ancher 1859-1935 (1994).